# اونروم
اونروم (به هلندی: Eenrum) یک منطقهٔ مسکونی در هلند است که در ده‌مارنه واقع شده‌است.